# Bendahara

Il nero rappresenta il colore ufficiale dei Bendahara.

Bendahara (Jawi: بنداهارا) è una posizione amministrativa dei regni malesi comparabile al visir prima dell'arrivo degli europei nel XIX secolo
Un bendahara veniva nominato dal sultano ed era un ruolo ereditario.
Il bendahara e il sultano condividevano lo stesso lignaggio.
Oggi viene ancora usato nel Brunei dove è conosciuto come Pengiran Bendahara, dove "Pengiran" significa "principe".
In alcuni casi il suo ruolo era comparabile a quello del Primo Ministro, ad esempio in Brunei tra il XVI e il XX secolo. Famoso fu Pengiran Muda Hashim.